# Aša (mytologie)
Aša, avestánsky „pravda“, je zarathuštrický koncept představující nejen pravdu ve smyslu souladu slova se skutečností, ale především podstatu ideálního řádu vesmíru, obce i rodiny. V zarathuštrickém dualismu je jeho opozicí Drudž „lež, klamství“, zatímco stoupenec Drudže vyznává falešné náboženství, ašavan „stoupenec Aše“, tedy zarathuštrista, vyznává náboženství pravé.

## Aša Vahišta

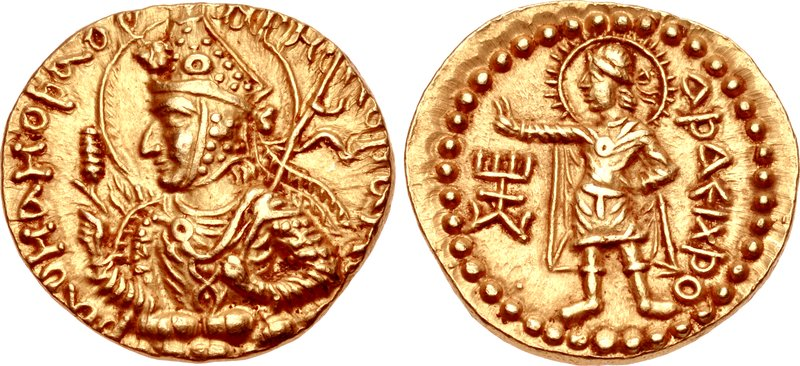
Mince kušánského krále Huviška s podobiznou Aši na rubu

V gáthách, nejstarší části Avesty, je Ahura Mazda otcem a stvořitelem Aši, s kterým sdílí jednu vůli. Vše, co Ahura Mazda stvořil, je „stvořeními Aši“ či „světem Aši“, protože Aša existoval již od počátku stvoření a jím byly stanoveny dráhy slunce, měsíce a hvězd. Jednou je nazýván Aša Vasišta „nejlepší pravdivost“, jindy je titulován chvénvant „sluneční, slunci podobný“, sraéšta „nejkrásnější“ a vohu „dobrý“ a zdá se, že je ztotožňován s ohněm. Jako Aša Vasišta byl později počítán mezi Ameša Spenty „nesmrtelné svaté“. Ve středoperských textech se objevuje pod jménem Artvahišt či Ardvahišt.

## Etymologie
Avestánské substantivum aša a védské ṛtá vychází z indoíránského *ṛtá. V avestánštině též existuje adjektivum haithija, z indoíránského *sātya, stejně jako védské sátja, s významem „pravdivý“ ve smyslu „skutečný, existující“, zatímco aša znamená spíše „pravda spočívající ve správném spojení, vnitřně správný“. Tomu odpovídá i praindoevropská etymologie obou slov, zatímco aša vychází z *ar „(správně) spojit“, tak haithija ze *sat „existující“. Z tohoto důvodu se tak získal i význam kosmického řádu.
Známo je též slovo ašavan „mající pravdu“, které označuje vyznavače pravého, tedy Zarathuštrova náboženství, přeneseně pak člověka, který díky svému ctnostnému bytí vstoupil po smrti do ráje. Zároveň je ašavanem nazýván sám Ahura Mazda a další božské bytosti. Opakem tohoto slova je dregvant drvant - „mající lež“ - označující bytosti, které si v boji dobra a zla zvolily špatnou stranu.
Ve staroperštině slovu aša odpovídá ạrta a slovu ašavan aṛtāvan. Obě jsou doložena pouze z takzvaného „daivovského nápisu“ z doby vlády Xerxe I. Ve středoperštině se aṛtāvan objevuje jako ahlaw či ardāv, přičemž znovu jde o výše zmíněné pojetí ahlawa jako ctnostného mrtvého povýšeného mezi nebeské bytosti.